# Dagbladzegel

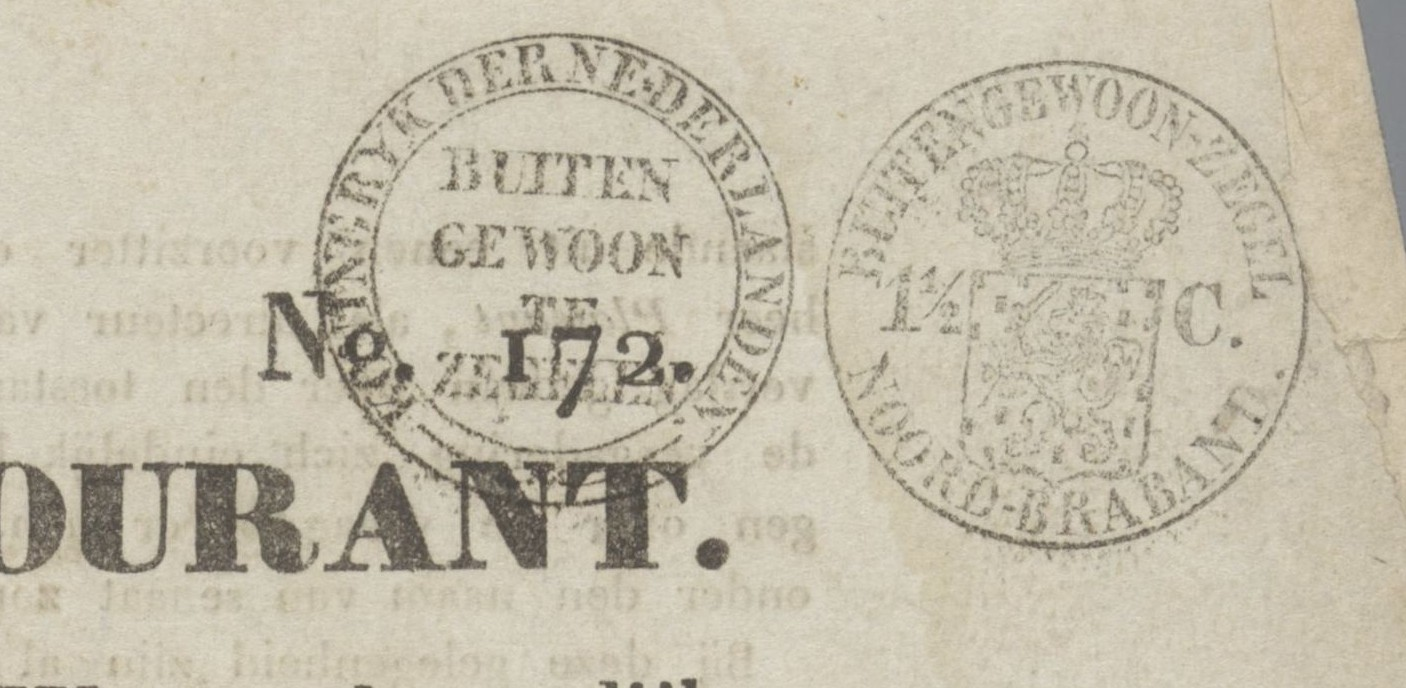
Dagbladzegel op de Bredasche Courant à 1,5 cent (1830)

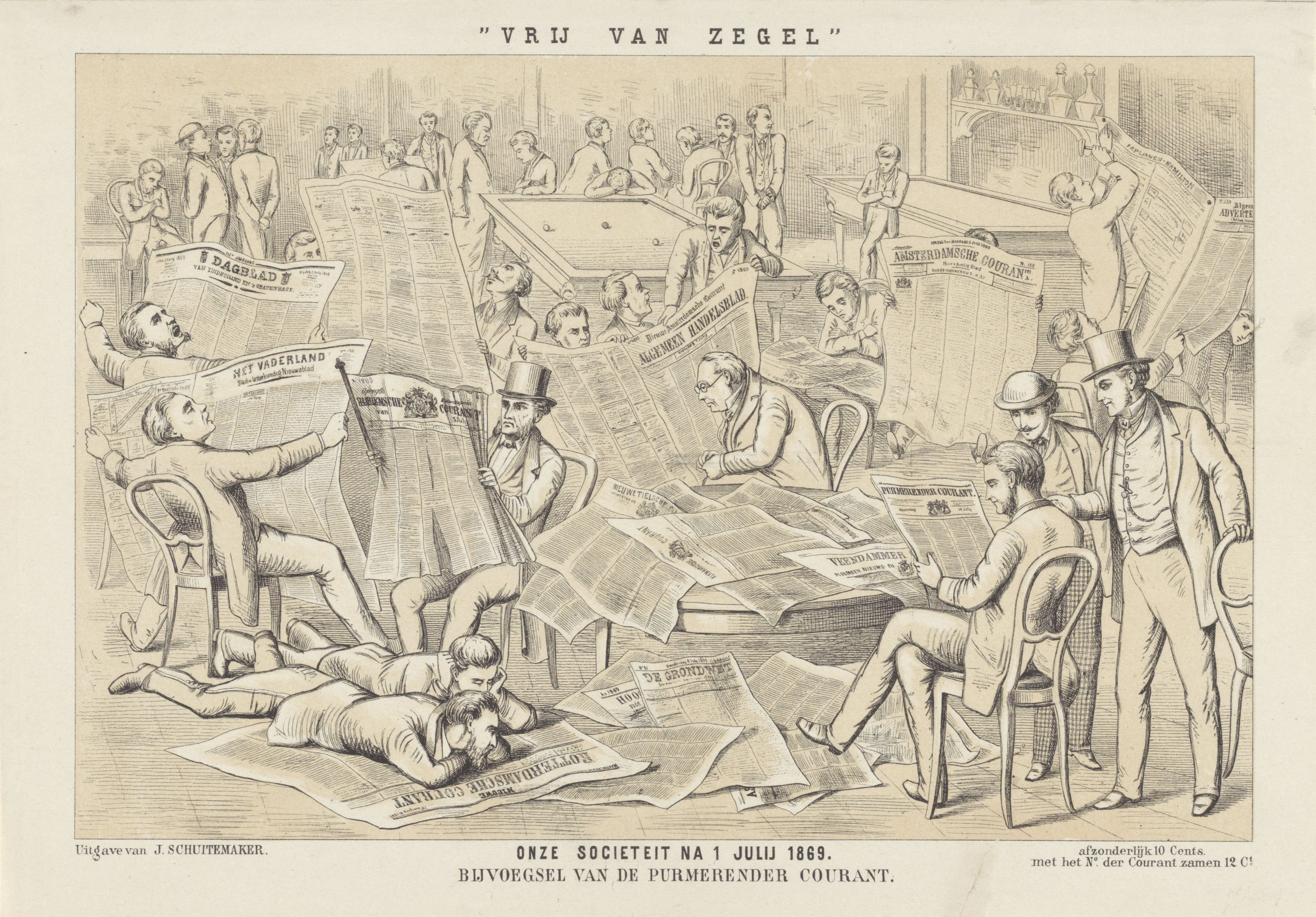
Spotprent op het groter worden van de meeste dagbladen na de afschaffing van het zegelrecht. Gezicht in de leeskamer van een sociëteit waar de leden worstelen met het grote formaat van de kranten. Gepubliceerd door de Purmerender Courant, die het oude kleinere formaat had gehouden.

Het dagbladzegel was een zegel waarmee in de negentiende eeuw middels het zegelrecht belasting werd geheven op dagbladen. Een stempel op de krant gaf aan dat het dagbladzegel betaald was.
De belasting werd tijdens de Franse bezetting ingevoerd. In Nederland werd dagbladzegel in 1812 ingevoerd. In de loop van de negentiende eeuw werd het zegelrecht ook uitgebreid naar advertenties. Door de extreme hoogte van deze belasting, de belasting bedroeg in 1832 tweeënhalve cent, waren kranten slechts voor een rijke elite beschikbaar. Bovendien belemmerde de regeling het oprichten van nieuwe dagbladen. Vele courantiers gebruikten de vrijstelling voor kleine bladen, door uitgifte van 'lilliputterpers', veelal oppositionele periodiekjes op zeer klein formaat. De overheid maakt in 1845 aan deze praktijk een einde door voortaan elk formaat te belasten. Het protest tegen de maatregel wordt vanaf circa 1850 steeds luider. In 1867 wordt het anti-Dagbladzegel-verbond opgericht. In 1869 brengt Pieter Philip van Bosse de wet tot afschaffing van het zegelrecht op gedrukte stukken en advertenties in nieuwspapieren tot stand. Koning Willem III, bevreesd voor politieke onruststokerij door dagbladen, probeerde de Eerste Kamer nog te bewegen het wetsvoorstel te verwerpen. Maar mede onder druk van de protesten schaft de overheid het dagbladzegel per 1 juli 1869 af. In België werd het dagbladzegel in 1848 afgeschaft. De afschaffing van de dagbladzegel halveerde de prijs van kranten en zorgde voor een sterke toename in de hoeveelheid drukwerk die geproduceerd werd. De Leidsche Courant bijvoorbeeld, opgericht als Franstalige krant op 23 maart 1677, weet op 30 juni 1869 te melden dat de krant voortaan, zon- en feestdagen uitgezonderd, dagelijks zou verschijnen. Voorheen verscheen de krant slechts drie keer per week.